# 1996年伊朗議會選舉
1996年伊朗議會選舉（波斯語：انتخابات مجلس شورای اسلامی ۱۳۷۵），即伊朗伊斯蘭議會第五屆選舉，於1996年3月8日及4月19日依序舉行兩輪選舉。最終戰鬥教士聯盟及其盟友雖於本屆選舉獲得席次略有減少，仍贏得議會相對多數席次。

## 背景
本屆選舉主要有左列各政黨及聯盟參選：
- 戰鬥教士聯盟及伊瑪目與領袖追隨者陣線（英语：Front of Followers of the Line of the Imam and the Leader）
- 建設領導黨（波斯語：حزب کارگزاران سازندگی ایران）
- 捍衛革命價值協會（英语：Association for Defence of Revolution Values）
- 參戰教士協會（英语：Association of Combatant Clerics）
- 伊瑪目路線團體聯盟（英语：Coalition of Imam's Line groups）

除上列各主要黨派外，尚有15名伊朗自由運動推薦之候選人欲行登記，惟登記時其中僅有4人通過憲法監護委員會參選資格審查，復因通過參選資格審查者有3人於投票日前遭排除於候選人名單外，該黨遂宣布抵制本屆選舉。另有伊朗民族陣線及伊朗民族黨宣布抵制本屆選舉。